# Похід на Константинополь (1620)
Похід на Стамбул (1620) — морський похід запорізьких козаків на чолі з гетьманом Якова Бородавки-Нероди на столицю Османської імперії.

## Перебіг подій
Протягом 1620 року Османська імперія здійснювала великий політичний тиск на Річ Посполиту: турки в будь-який час могли заявити про порушення угоди і під цим приводом вчинити вирішальний напад на Польщу.
Користуючись цим, турецький султан пообіцяв відмовитися від планів завоювання, якщо протягом чотирьох місяців влада Речі Посполитої знищить козаків та зруйнує прикордонні українські міста. Польський посол пообіцяв виконати дані вимоги, та до нього поставилися зневажливо. Турки, демонструючи безпорадність поляків, вирішили самостійно покінчити з козаками та, починаючи з березня, вкрити Південну Україну фортецями для контролю їх дій.
Проте, запорізькі козаки дійсно вирішили напасти на Туреччину. Довідавшись про це, польський посол негайно втік зі Стамбулу. Припливши до міста, вони з нечуваною відвагою грабували його околиці. Страх перед козаками був настільки великий, що турецьких матросів доводилося бити киями аби змусити зійти на галери та вийти проти українських чайок.
Не в змозі протистояти маневрованим козацьким човнам, турки відчули важке спустошення околиць столиці своєї імперії. Після цього, козаки вирішили прямувати в іншу сторону — на болгарське узбережжя, до підконтрольного туркам міста Варна. Місто з населенням 15 000 осіб було вщент розграбоване.

## Наслідки
Похід став вирішальним приводом для Хотинської війни.